# Ultraleichtfluggelände Bösingen

i7
i11
i13
Das Ultraleichtfluggelände Bösingen, auch Ultraleichtfluggelände Bösingen-Dunningen genannt, liegt in den Gebieten der Gemeinden Bösingen und Dunningen im Landkreis Rottweil in Baden-Württemberg. Der Platzhalter und Betreiber ist der Drachenfliegerverein Bösingen e. V.

## Lage
Das Ultraleichtfluggelände liegt etwa 2 km südwestlich von Bösingen und etwa 3 km nordöstlich von Dunningen. 

## Flugbetrieb
Das Ultraleichtfluggelände besitzt eine Betriebsgenehmigung für Ultraleichtflugzeuge und Hängegleiter. Hängegleiter starten per Windenstart oder Flugzeugschlepp. Das Ultraleichtfluggelände ist mit einer 410 m langen und 20 m breiten Start- und Landebahn aus Gras (Richtung 09/27) ausgestattet. Es hat keine festgelegten Betriebszeiten (PPR).

## Geschichte
Der Drachenfliegerverein Bösingen e. V. wurde 1988 gegründet. Das Ultraleichtfluggelände Bösingen wurde am 15. Februar 1990 genehmigt. Es besaß zu diesem Zeitpunkt eine Genehmigung für Hängegleiter im Windenstart. Die Betriebsaufnahme wurde am 4. April 1990 gestattet.